# Tursac
 Tursac  es una población y comuna francesa, situada en la región de Aquitania, departamento de Dordoña, en el distrito de Sarlat-la-Canéda y cantón de Saint-Cyprien.
El lugar más conocido de la localidad es el yacimiento prehistórico de La Madeleine, incluido dentro del sitio patrimonio de la Humanidad Sitios prehistóricos y grutas decoradas del valle del Vézère.

## Demografía
| 242 | 217 | 238 | 263 | 316 | 340 |
| Para los censos de 1962 a 1999 la población legal corresponde a la población sin duplicidades (Fuente: INSEE [Consultar]) |     |     |     |     |     |